# Jorge Amado Nunes
Jorge Amado Nunes Infrán (Berzategui, 18 ottobre 1961) è un ex calciatore paraguaiano, di ruolo centrocampista.